# Eliza Orzeszkowa

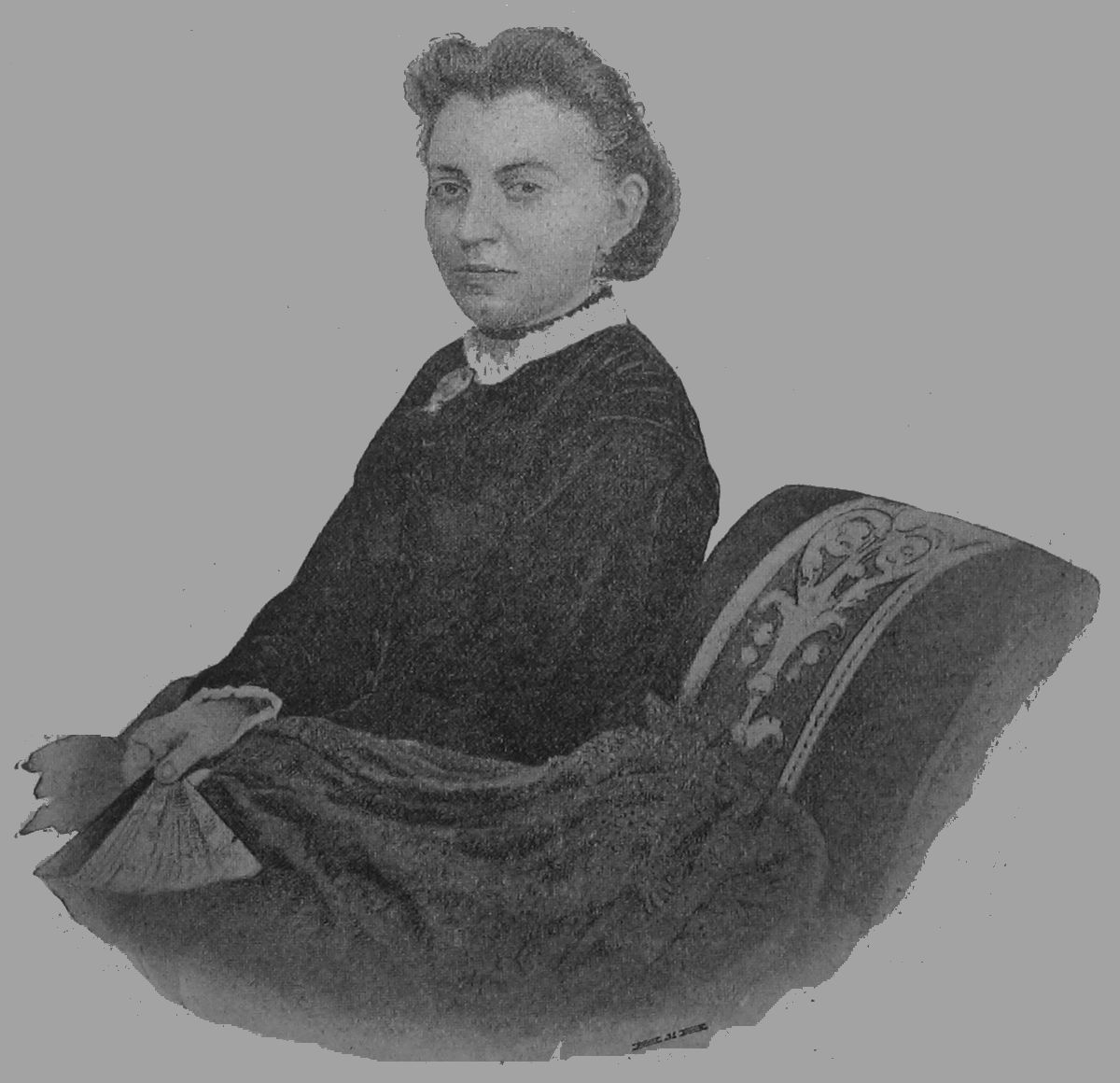
Eliza Orzeszkowa 1867-ben

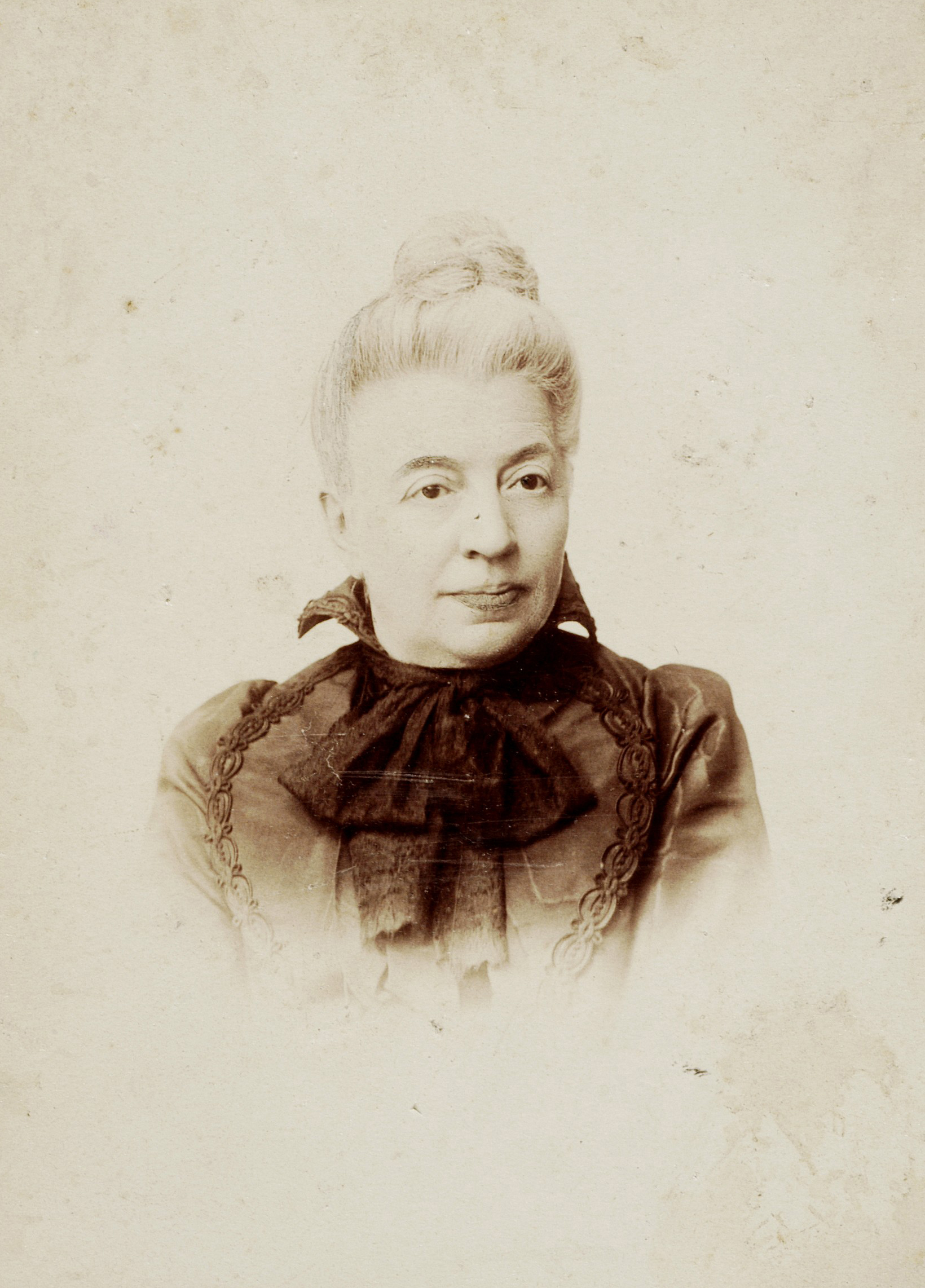
Eliza Orzeszkowa 1900-ban

Eliza Orzeszkowa (Milkowszczyzna, 1841. június 6. – Grodno, 1910. május 18.) lengyel írónő. A lengyel pozitivizmus kiemelkedő alakja.

## Élete
Fiatalon, 1858-ban ment férjhez Piotr Orzeszkóhoz, akit az 1863. évi januári felkelésben való részvétel miatt Szibériába száműztek. Az asszony visszatért szüleinek birtokára, majd 1880-ban Vilnában könyvkereskedést nyitott, melyet azonban az orosz kormány csakhamar elnyomott. Így Orzeszkowa Grodnóban teljesen az irodalomnak élt, Lengyelország legtermékenyebb és legnépszerűbb regényírójának tartották.

## Munkássága
Munkássága első szakaszának legjellemzőbb vonása az aktualitás volt. Első cikkei, regényei időszerű társadalmi problémákra kerestek választ. Ezek még széthulló szerkezetűek, kusza stílusúak. Első regénye, amelyben a művészi színvonal és a mondanivaló összhangban áll: a Marta (Márta, 1873).
A lengyel zsidóság érdekében két regényében is síkra száll: Eli Makower (1875), Meir Ezofowicz (1878).
Második alkotó korszakának elbeszéléseit, regényeit a realista ábrázolásmód és szemlélet jellemzi.
Legjelentősebb regénye A folyó partján (1888), mely húsz év írói törekvéseinek igazi szintézise. Az 1880-as évek vidéki lengyel társadalmát mutatja be, főként a lengyel nemesség világát, mely itt teljesebb, művészibb, mint Orzeszkowa bármely korábbi regényében.
Az 1863-as felkelés eseményeit dicsőíti utolsó alkotásában, a Gloria victis (Dicsőség a legyőzötteknek, 1910) című elbeszélésében, mely az azonos című novellagyűjteményben jelent meg.
Műveiben az éles megfigyelést a humánus felfogással egyesítette és a lengyel társadalmat részleteiben mutatta be. Összegyűjtött művei 44 kötetben Varsóban jelentek meg (1884–1888).

## Művei
- Obrazek z lat głodowych (1866)
- Ostatnia miłość (1868)
- Z życia realisty (1868)
- Na prowincji (1870)
- W klatce (1870)
- Cnotliwi (1871)
- Pamiętnik Wacławy (Varsó, 1871)
- Pan Graba (Lemberg, 1872)
- Na dnie sumienia (1873)
- Marta (1873)
- Eli Makower (1875)
- Rodzina Brochwiczów (1876)
- Pompalińscy (1876)
- Maria (1877)
- Meir Ezofowicz (1878)
- Z różnych sfer (1879–1882)
- Patriotyzm i kosmopolityzm (1880)[1]
- Widma (1881)
- Sylwek Cmentarnik (1881)

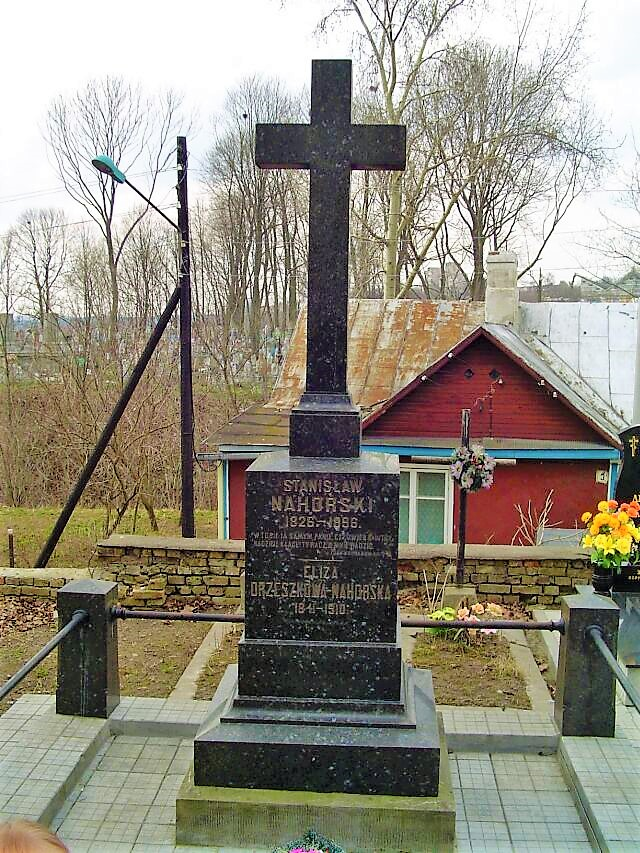
Eliza Orzeszkowa sírja a grodnói katolikus plébánia temetőjében

- Zygmunt Ławicz i jego koledzy (1881)
- Bańka mydlana (1882–1883)
- Pierwotni (1883)
- Niziny (1885)
- Dziurdziowie (1885)
- Mirtala (1886)
- Nad Niemnem (A folyó partján, 1888)[2]
- Cham (1888)
- Panna Antonina (1888)
- W zimowy wieczór (1888)
- Czciciel potęgi (1891)
- Jędza (1891)
- Bene nati (1891)
- Westalka (1891)
- Dwa bieguny (1893)
- Melancholicy (1896)
- Australczyk (1896)
- Iskry (1898)
- Argonauci (1900)
- Ad astra. Dwugłos (1904)
- I pieśń niech zapłacze (1904)
- Gloria victis (Dicsőség a legyőzötteknek, 1910)

## Magyarul
- Eliza Orzeszko: Harc a birtokért. Regény; ford. K. Beniczky Irma; Király, Bp., 1892
- Gloria victis. Elbeszélés; ford. Berendi Sándor; Lengyel Intézet, Bp., 1943
- A folyó partján; ford. Mészáros István, bev. Kovács Endre, versford. Radó György; Új Magyar Kiadó, Bp., 1955